# Radio María El Salvador
Radio María El Salvador es una emisora de radio católica, asociada a la Familia Mundial de Radio María. Actualmente posee en su dominio tres emisoras diferentes, de las cuales 2 cubren todo el territorio a nivel nacional y 1 en la zona oriental del país. La radio se fundó el 15 de diciembre de 1997 y se ubica en la ciudad de San Salvador, la capital de El Salvador.
Como objetivo tiene la evangelización con un mensaje mariano y cristocéntrico, tal como lo dice su eslogan: "Una voz cristiana y mariana en su hogar".
Es una Asociación civil sin fines de lucro que se sostiene gracias al aporte voluntario económico, material y social de su audiencia.

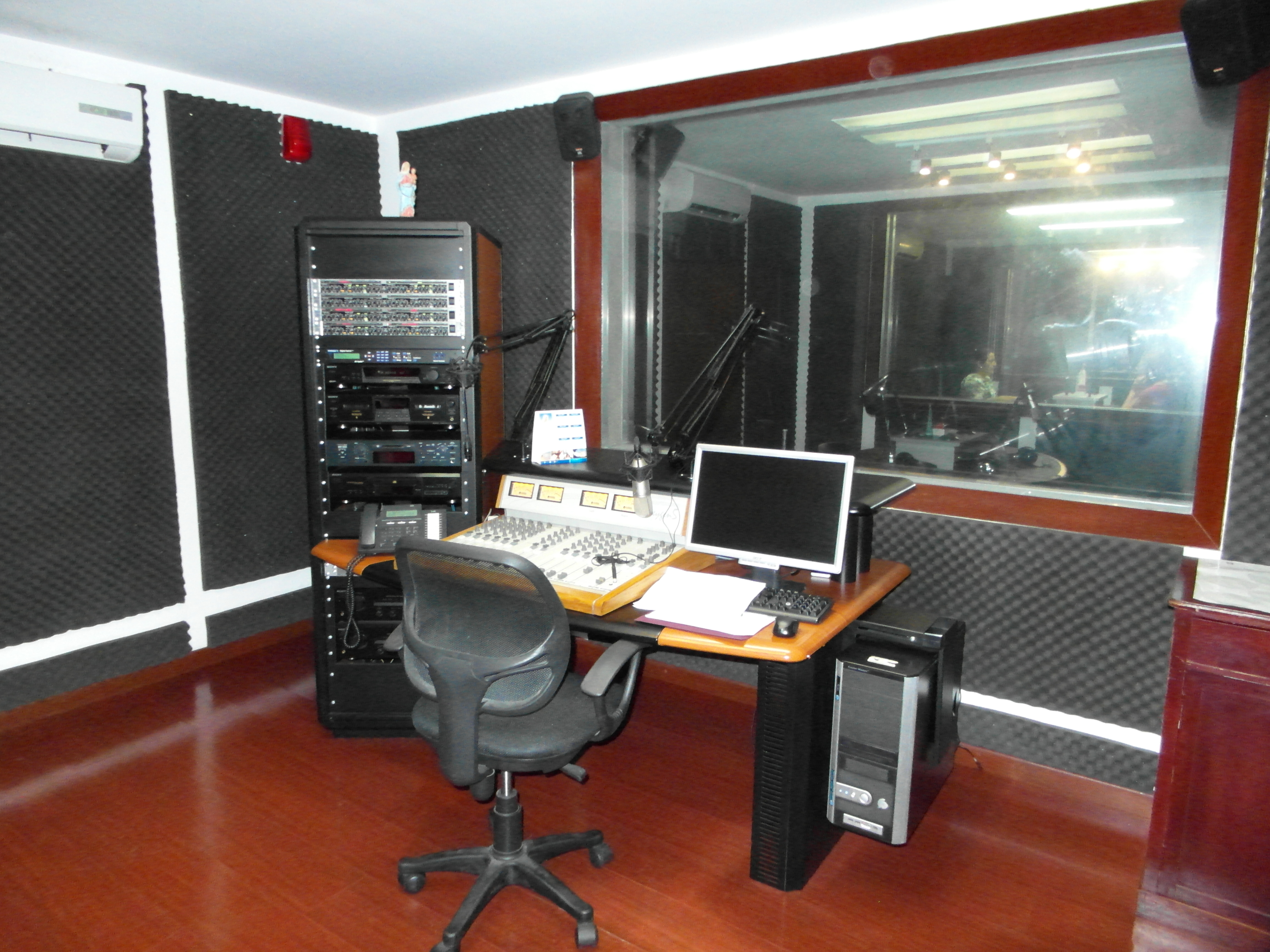
cabina de programación de Radio María

## Surgimiento
Entre 1996 y 1997, Monseñor Jesús Delgado Acevedo, encargado de los medios de comunicación social del Arzobispado de San Salvador en esa época, en un viaje a Italia se entera de que existe Radio María en el ámbito mundial y piensa en traer esa radio a El Salvador en la frecuencia 800 AM.
Y es así como realiza gestiones para entrevistarse con el señor Emanuele Ferrario, presidente de Radio María, quien envía a El Salvador al Padre Leo Masburg como representante, realizando varios viajes a nuestro país hasta lograr que el Arzobispado de San Salvador ceda la frecuencia YSAX, que por años fuera la Radio de la Arquidiócesis, la cual pasa a ser Radio María El Salvador en los 800 kilociclos de Amplitud Modulada un 15 de diciembre de 1997, al suscribirse los Estatutos de la Asociación Radio María.
Un 15 de septiembre de 2001 sale al aire la señal de Radio María El Salvador en los 800 AM por primera vez, y al mismo tiempo es inaugurada su primera sede por Monseñor Fernando Saénz Lacalle, Arzobispo de San Salvador y el primer Director de Radio María, el
Padre Jorge Grande.

## Nueva Sede
En octubre de 2007 inician las primeras gestiones para obtener una casa y terreno propio para ubicar la nueva sede de Radio María en El Salvador. Las obras de remodelación de la casa
que albergará las nuevas instalaciones de Radio María inician en enero de 2008.
En abril de 2008 se suscribe el documento de donación de la nueva casa de Radio María El Salvador, con la Asociación de Padres Franciscanos, quienes amorosamente donan el inmueble que recibieron en donación por la Familia Dada. En agosto de 2008 se reciben los nuevos equipos para las cabinas de Italia, donados por la Familia Mundial de Radio María, quienes a su vez envían al Jefe Técnico y Auxiliares para instalar dichos equipos. El 8 de septiembre de 2008 se inicia la transmisión de la señal de los 800 AM desde la nueva sede ubicada en el km. 2 ½ carretera a Los Planes de Renderos. Por la tarde son bendecidas e inauguradas las nuevas instalaciones por Monseñor Fernando Saénz Lacalle, Arzobispo de San Salvador, y el Presidente de la República de El Salvador, Sr. Elías Antonio Saca.
El 2 de febrero de 2011 se empezó la transmisión en la frecuencia 107.3 FM con la confianza puesta toda en la Divina Providencia para que mueva corazones generosos que deseen contribuir con el engrandecimiento del Reino de los Cielos y ayuden monetariamente a pagar la adquisición de equipos y terrenos para que la Radio llegue a todo el país.
El 22 de abril de 2013 comenzó nuestra transmisión por satélite, convirtiendo a Radio María en la primera radio en El Salvador con Transmisión Satelital.

## Actualidad
En la actualidad Radio María El Salvador cubre todo el territorio salvadoreño a través de FM 107.3 MHz (Cobertura Nacional).
El presidente de la Asociación es el Doctor Raúl Aragón y su director espiritual es el Pbro. Neftalí Rogel (2015).
Consta con una red nacional de alrededor de 500 voluntarios.

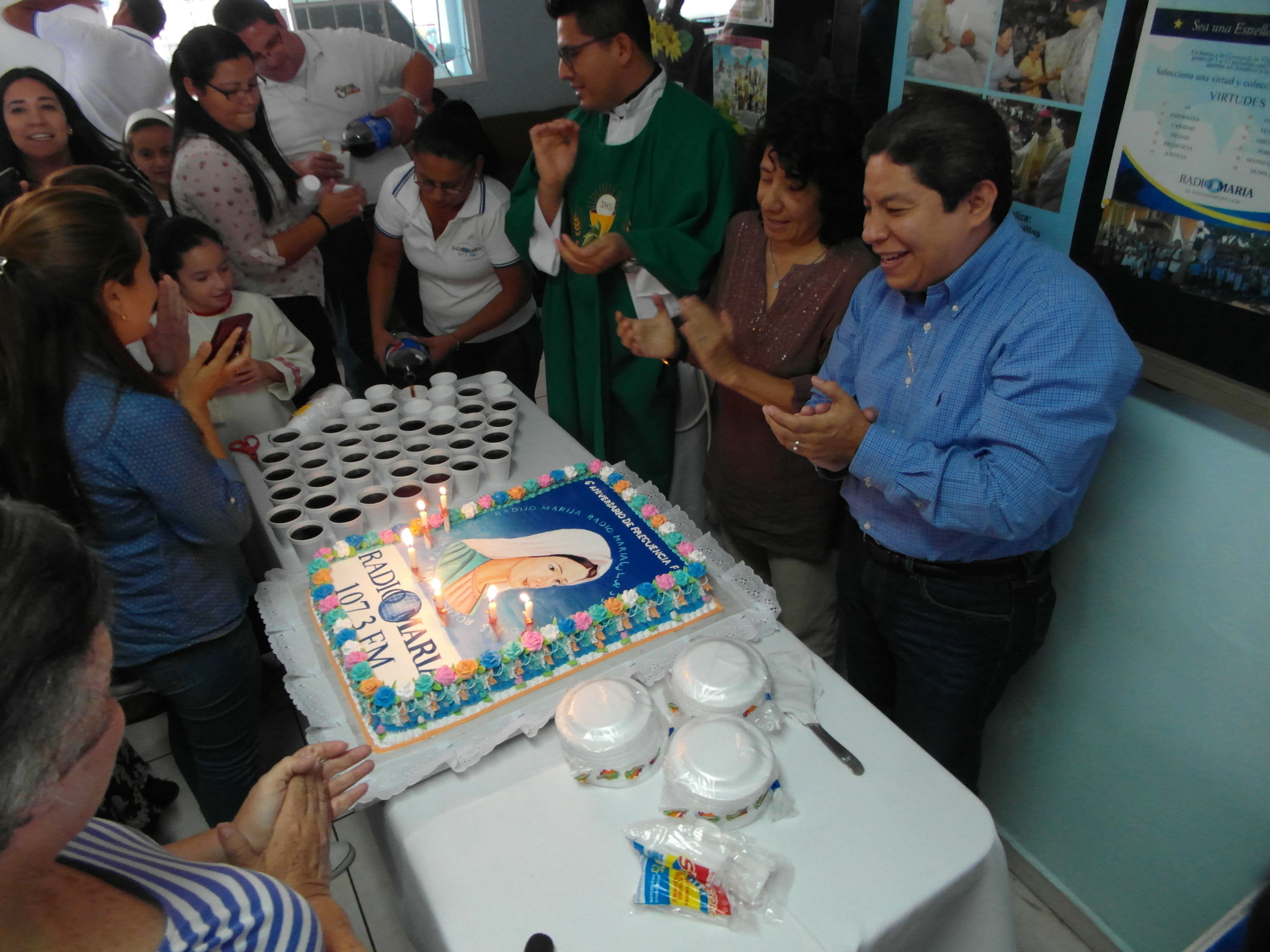
Parte de la celebración del Aniversario de Radio María.

## Galería
Imágenes de Las 14 estaciones del Viacrucis dentro del recinto de Radio María El Salvador.

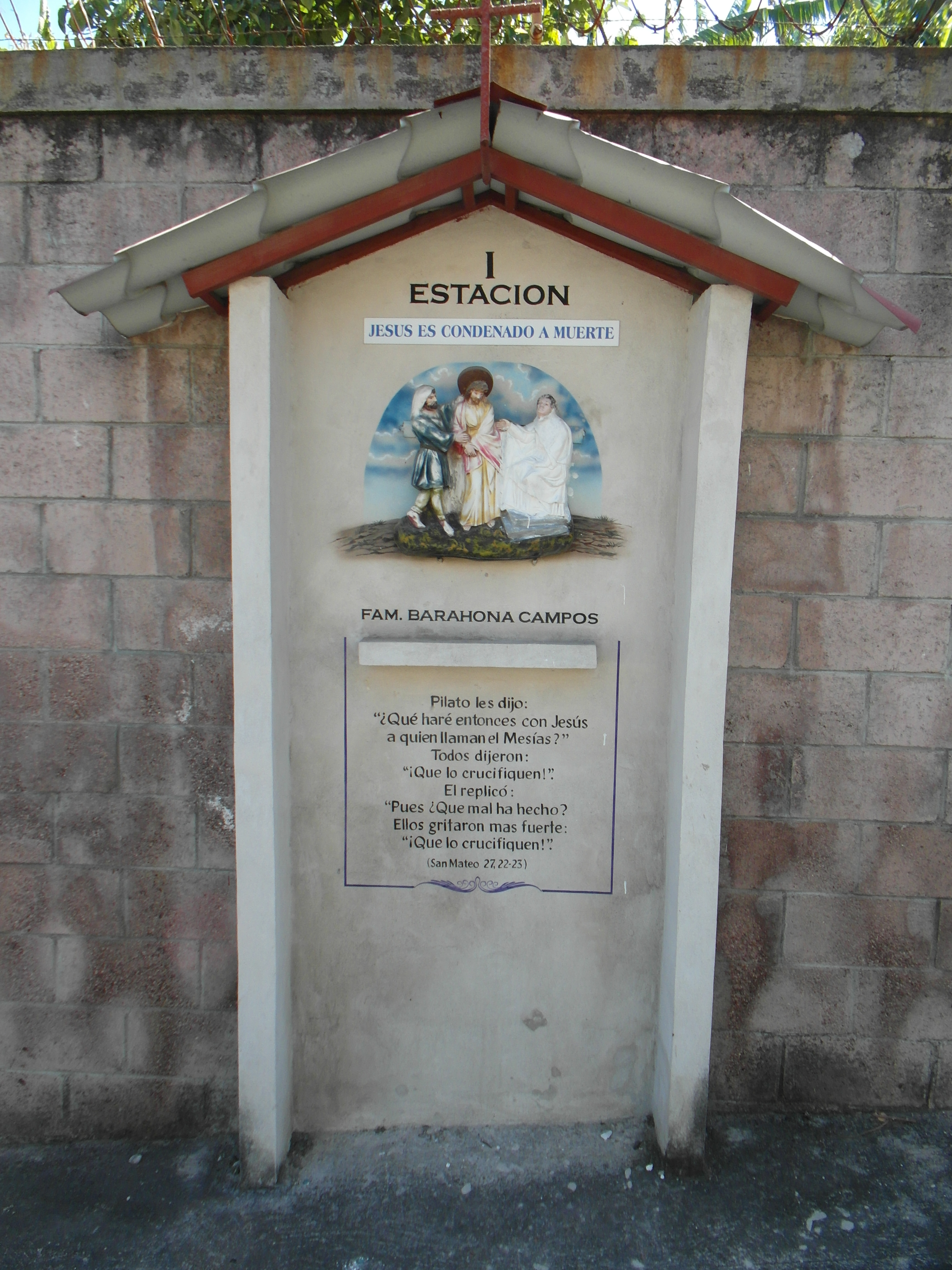
Viacrucis Estación 1
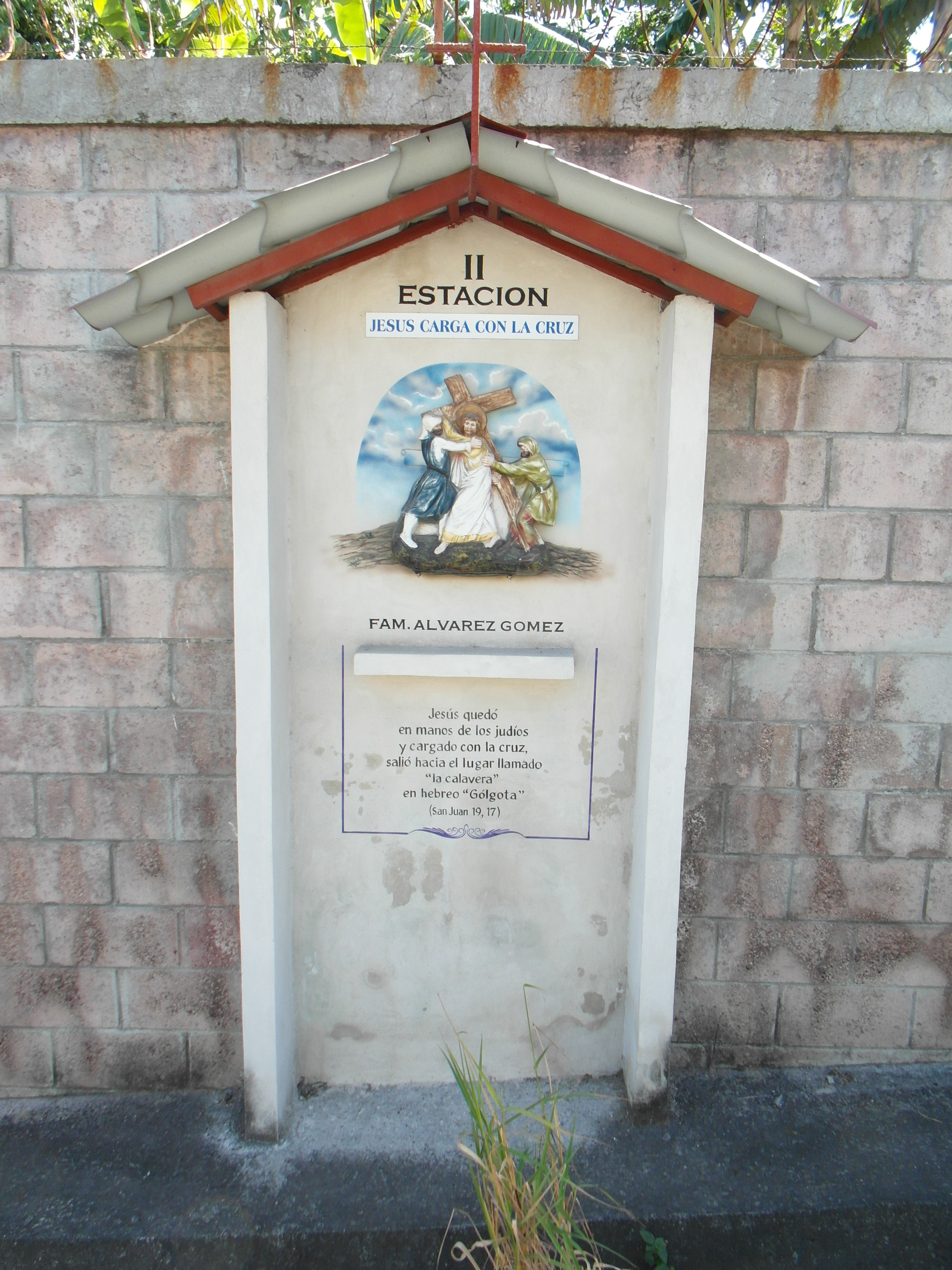
Viacrucis Estación 2
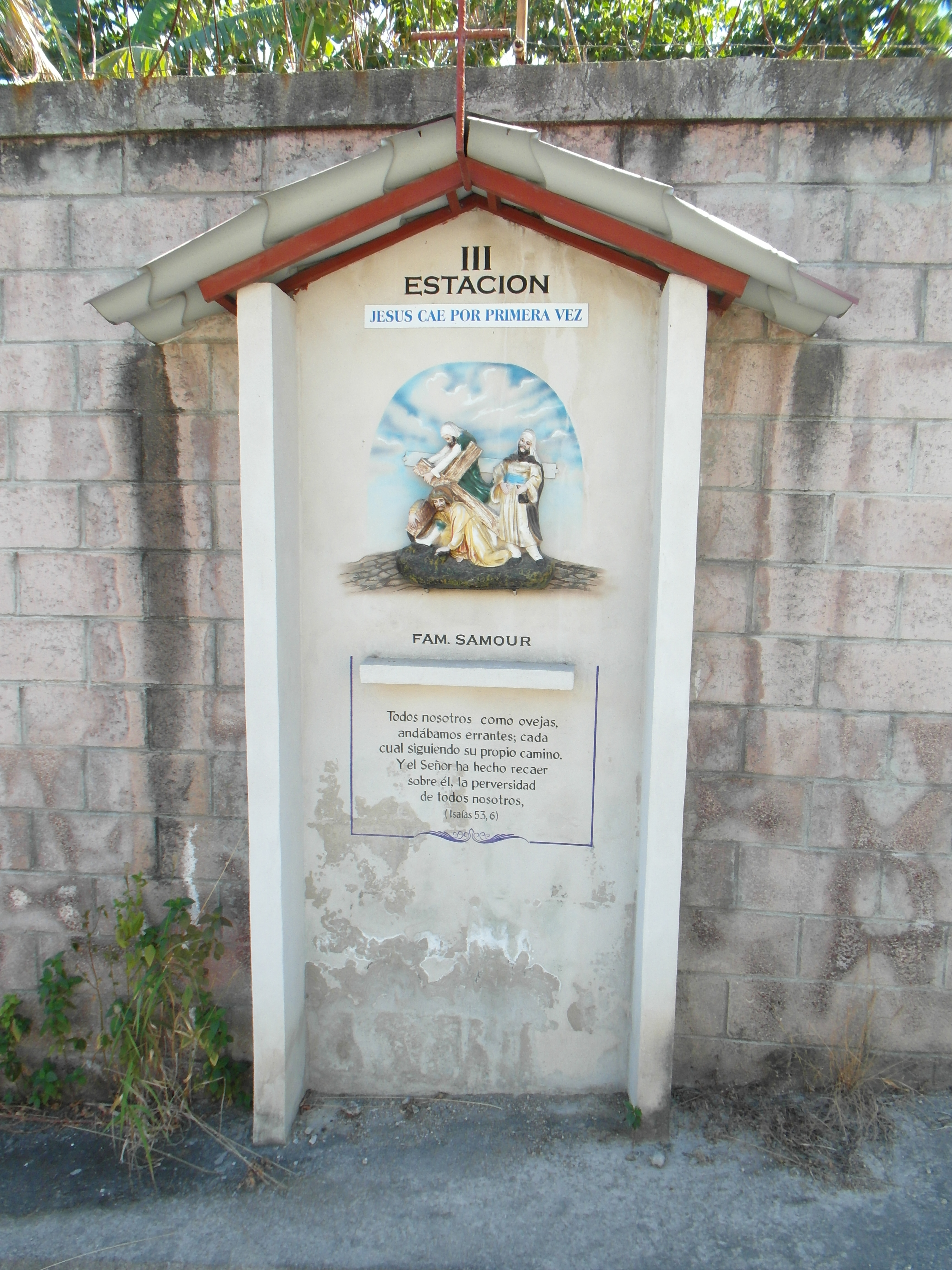
Viacrucis Estación 3
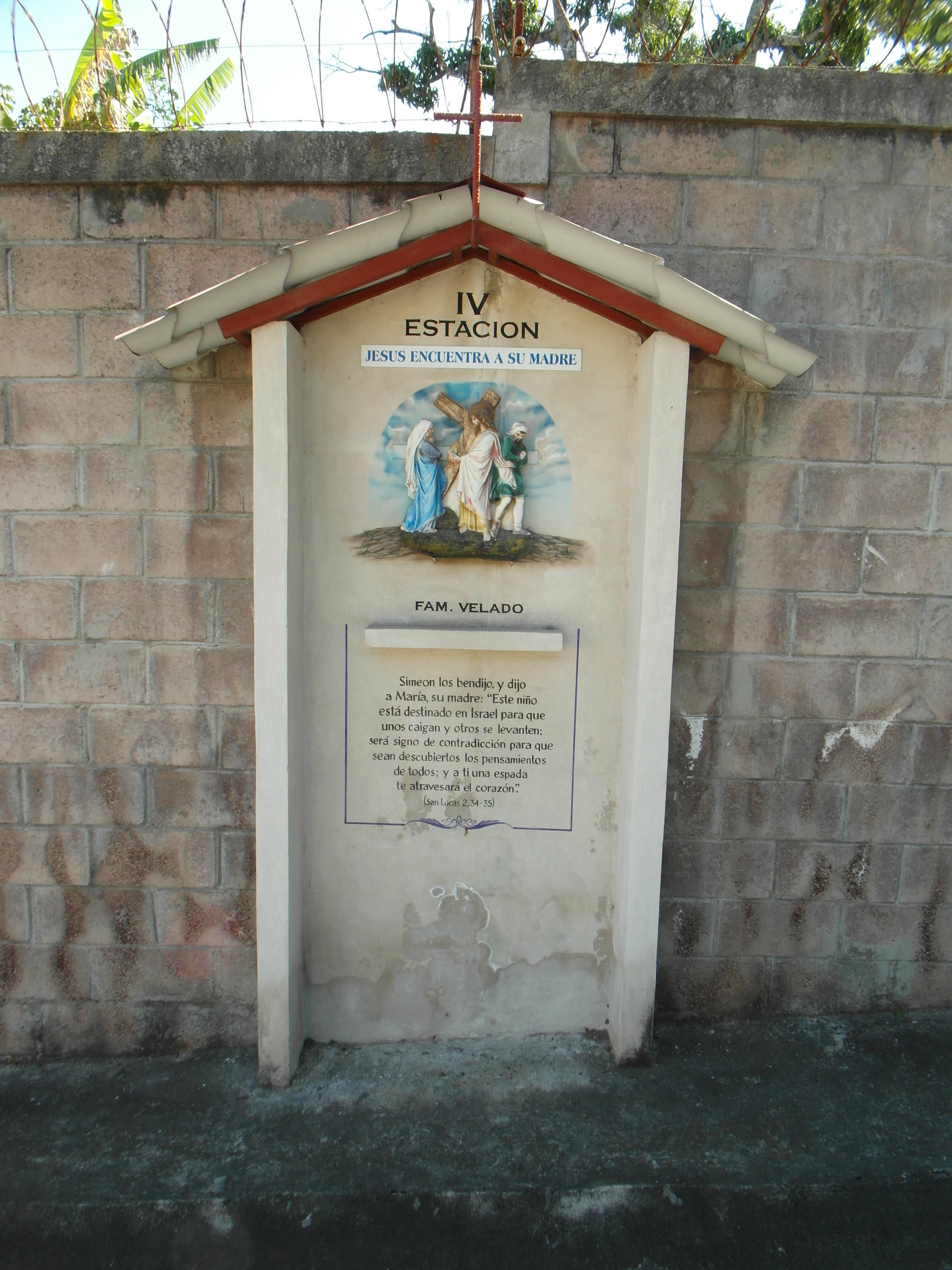
Viacrucis Estación 4
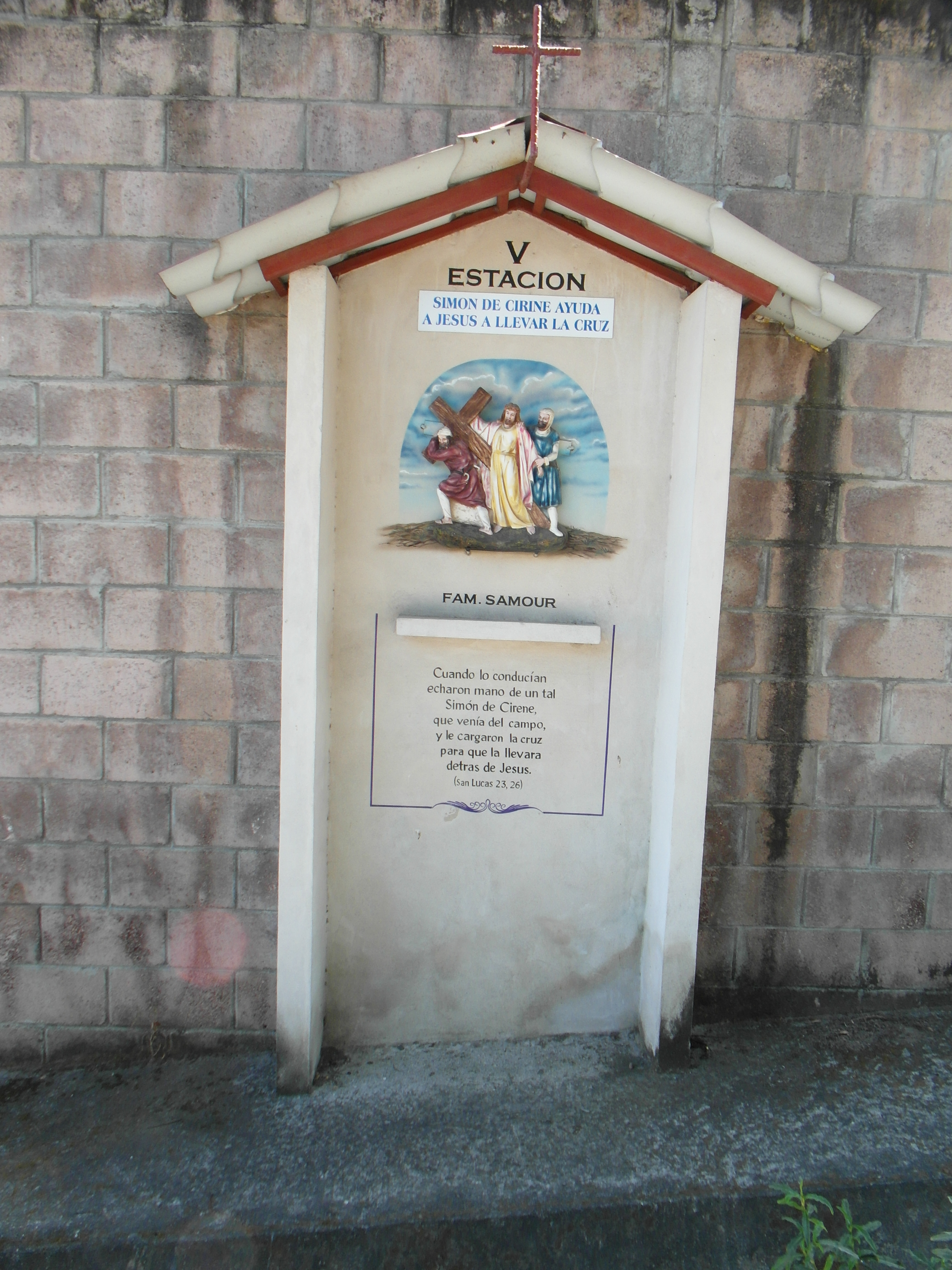
Viacrucis Estación 5
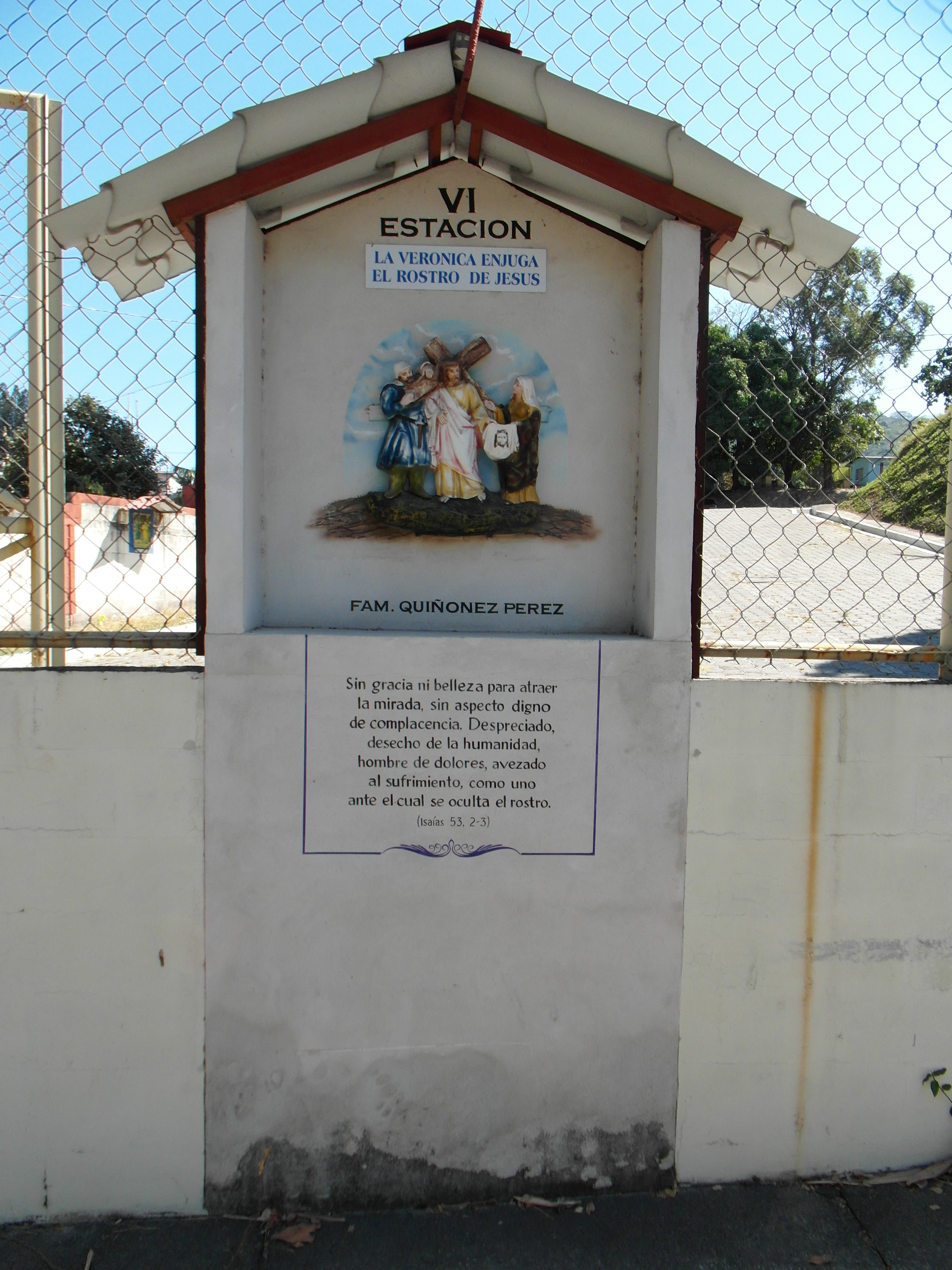
Viacrucis Estación 6
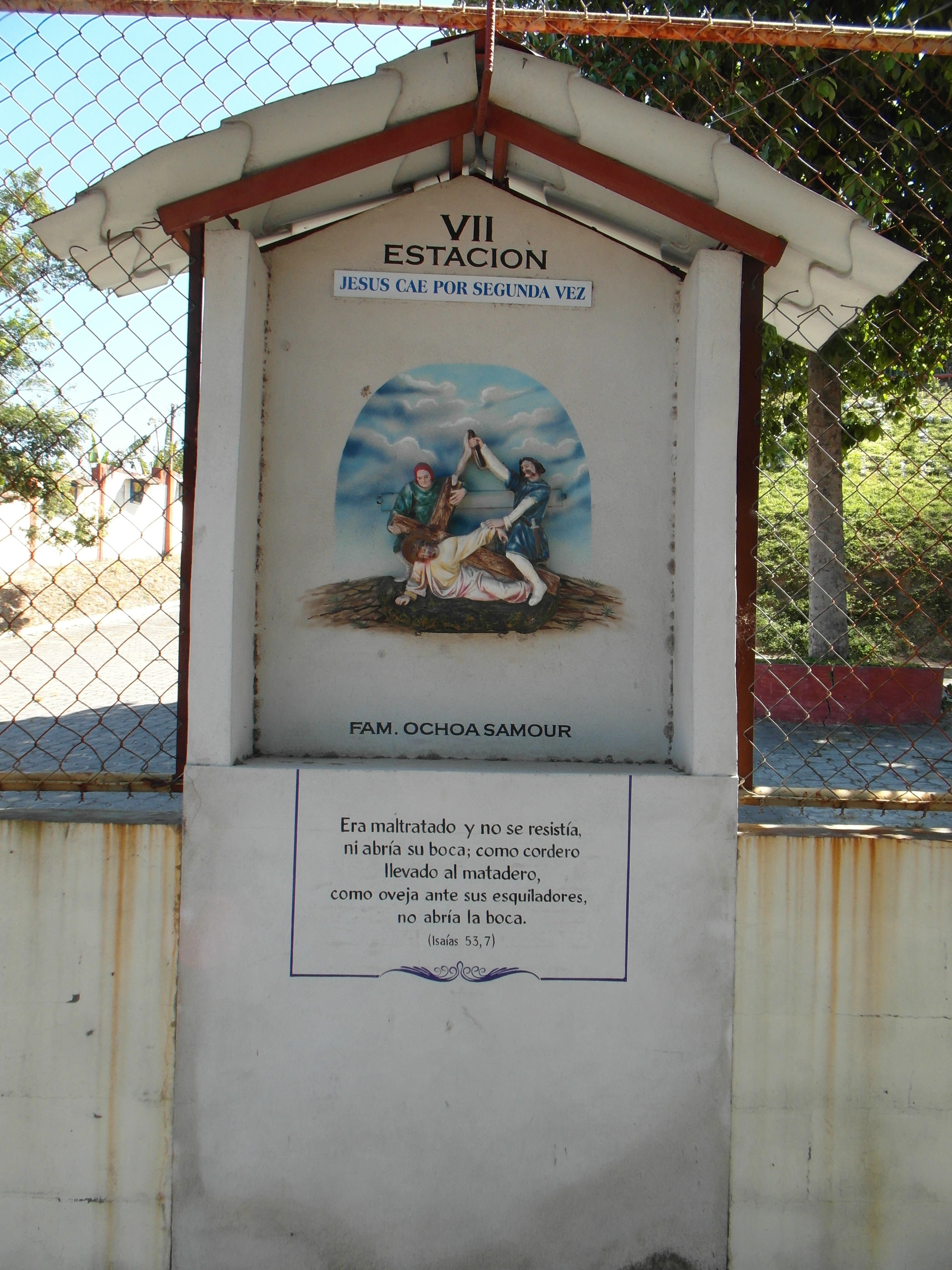
Viacrucis Estación 7
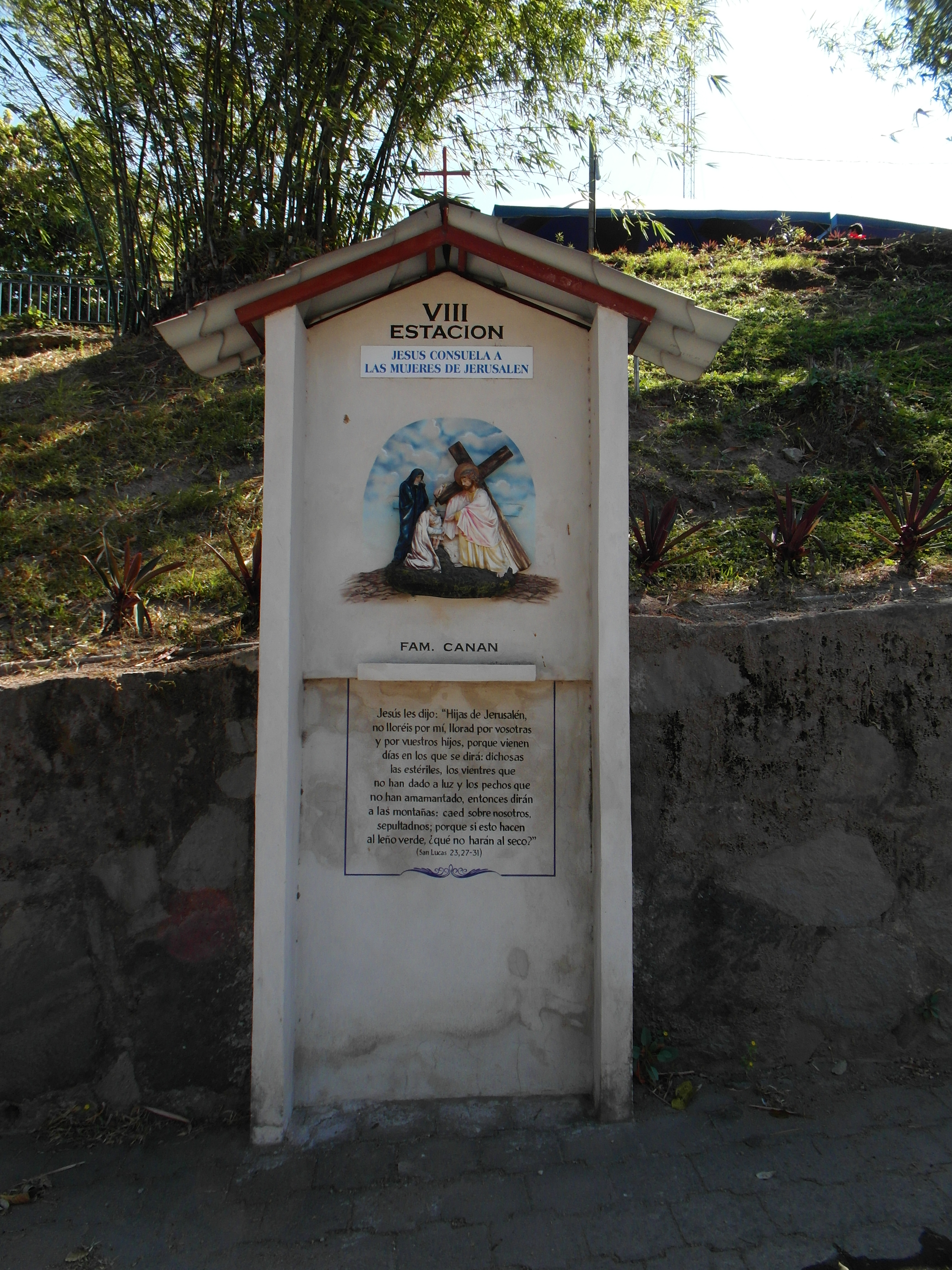
Viacrucis Estación 8
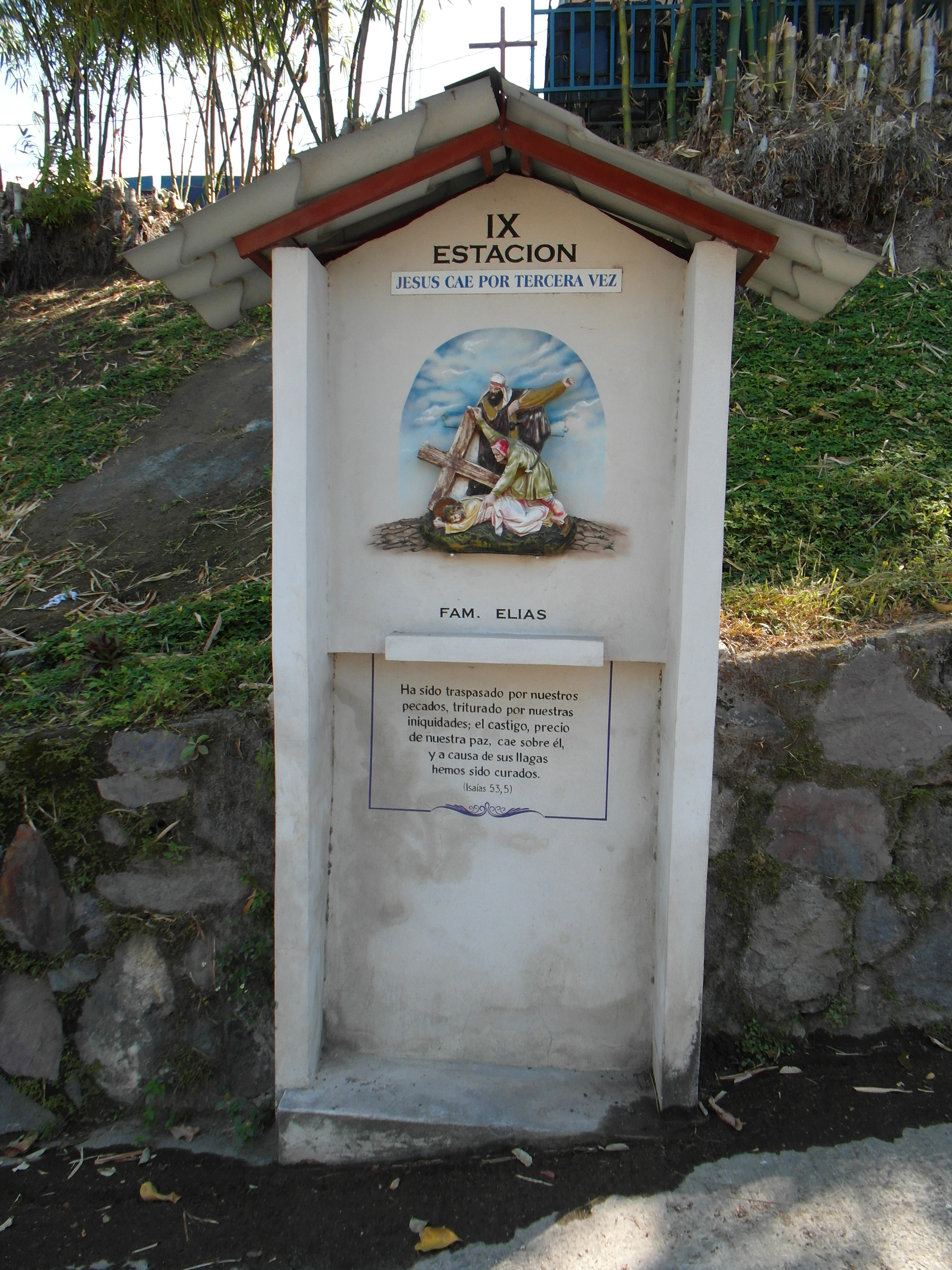
Viacrucis Estación 9
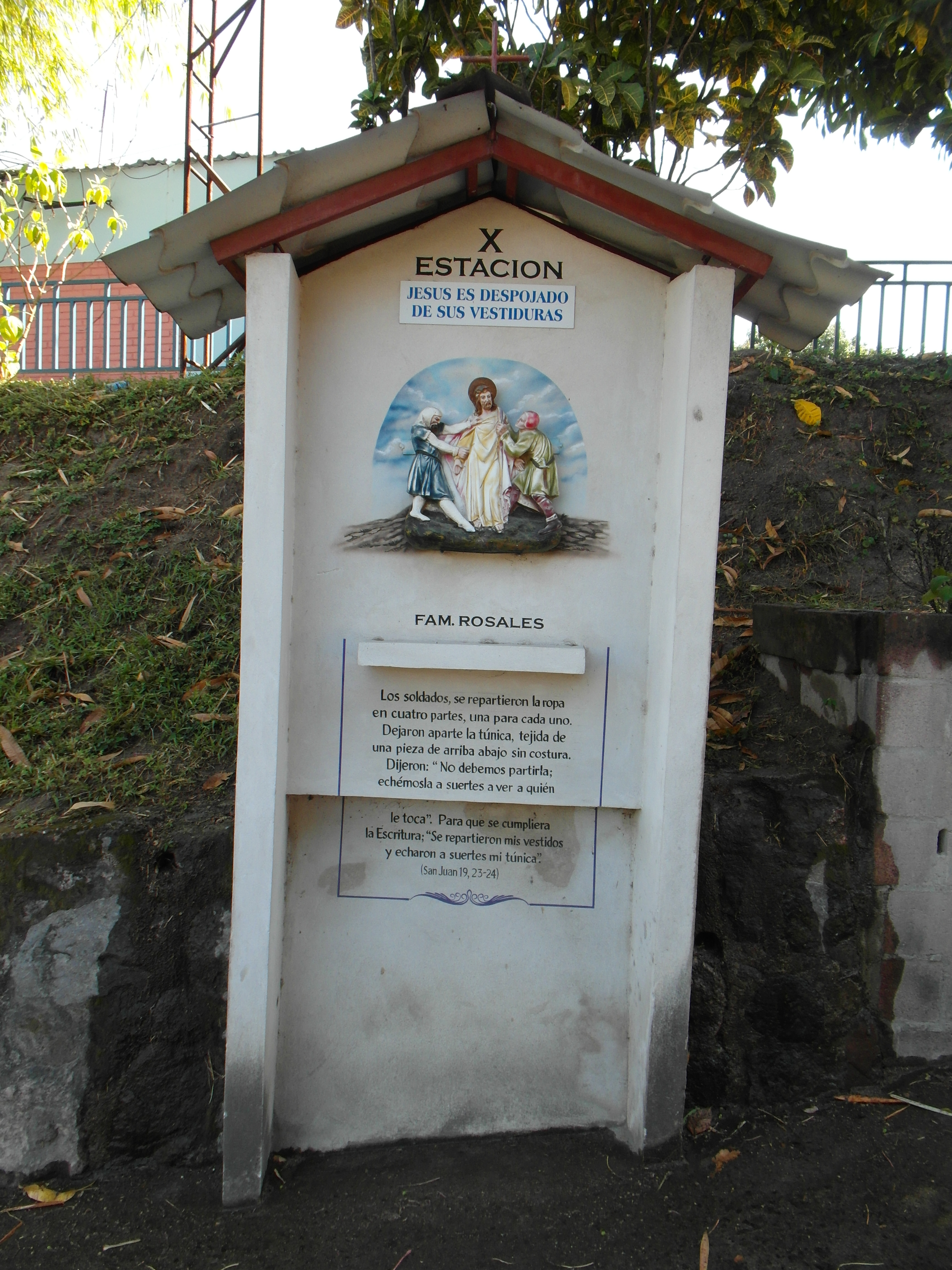
Viacrucis Estación 10
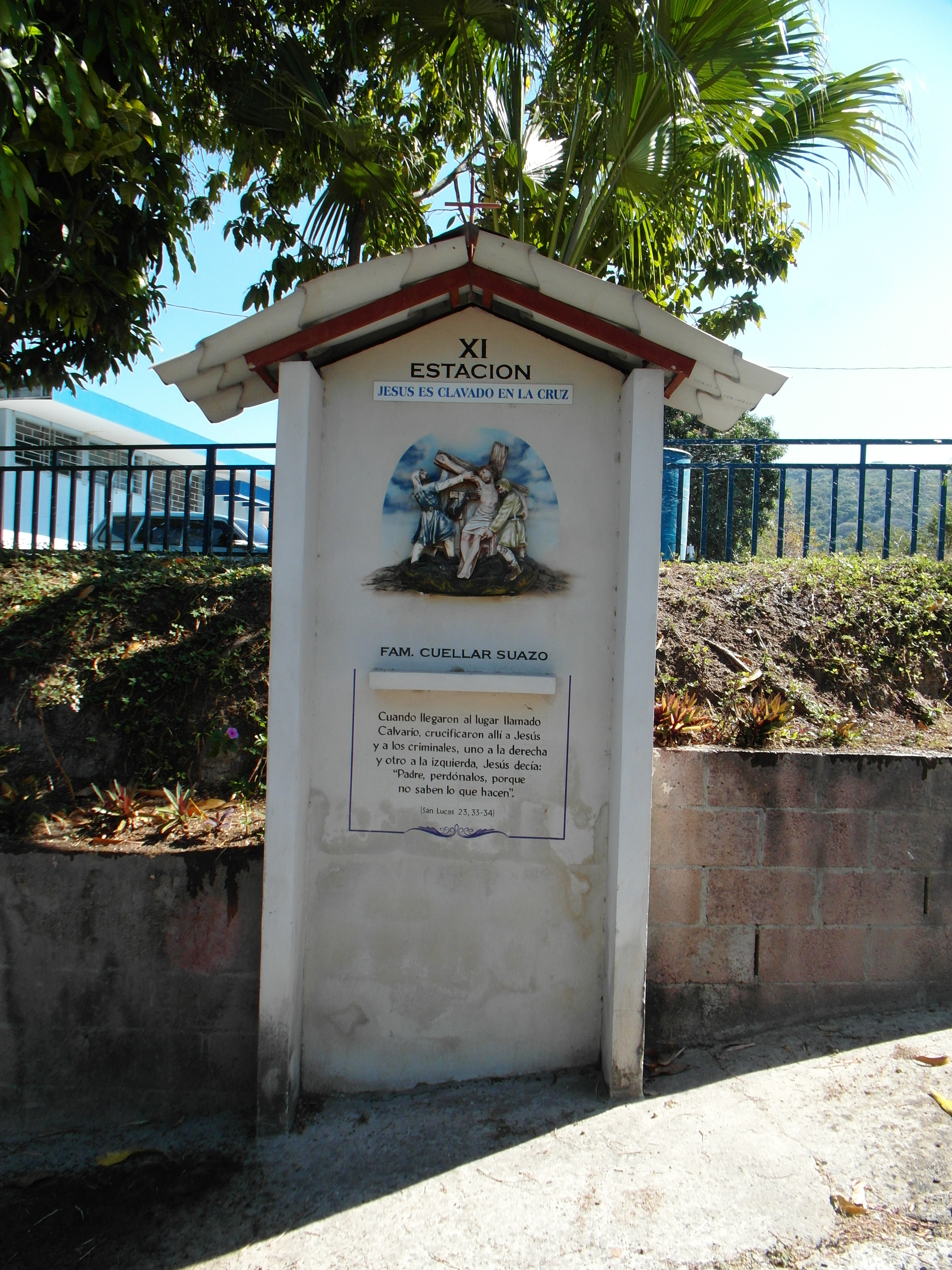
Viacrucis Estación 11
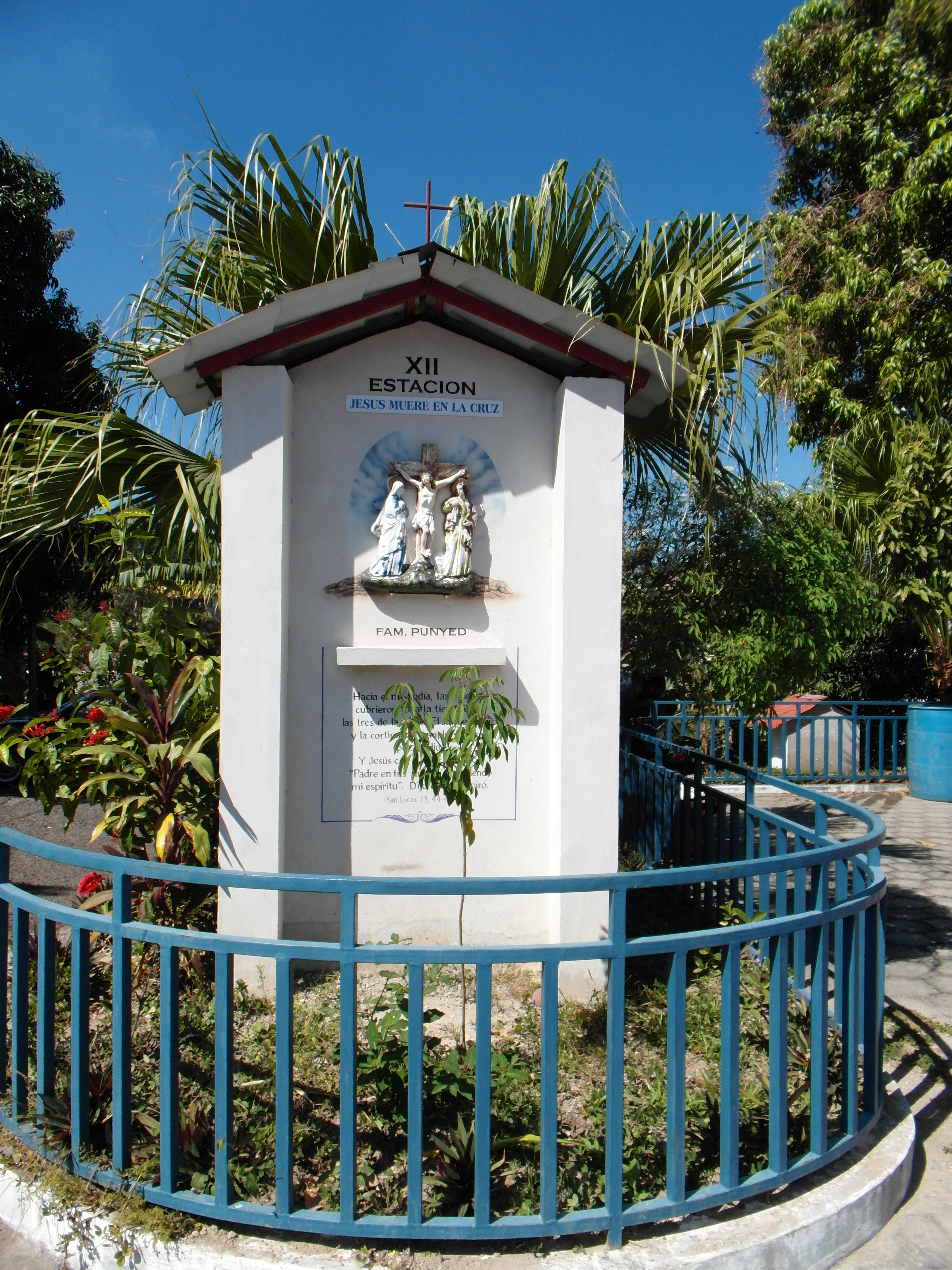
Viacrucis Estación 12
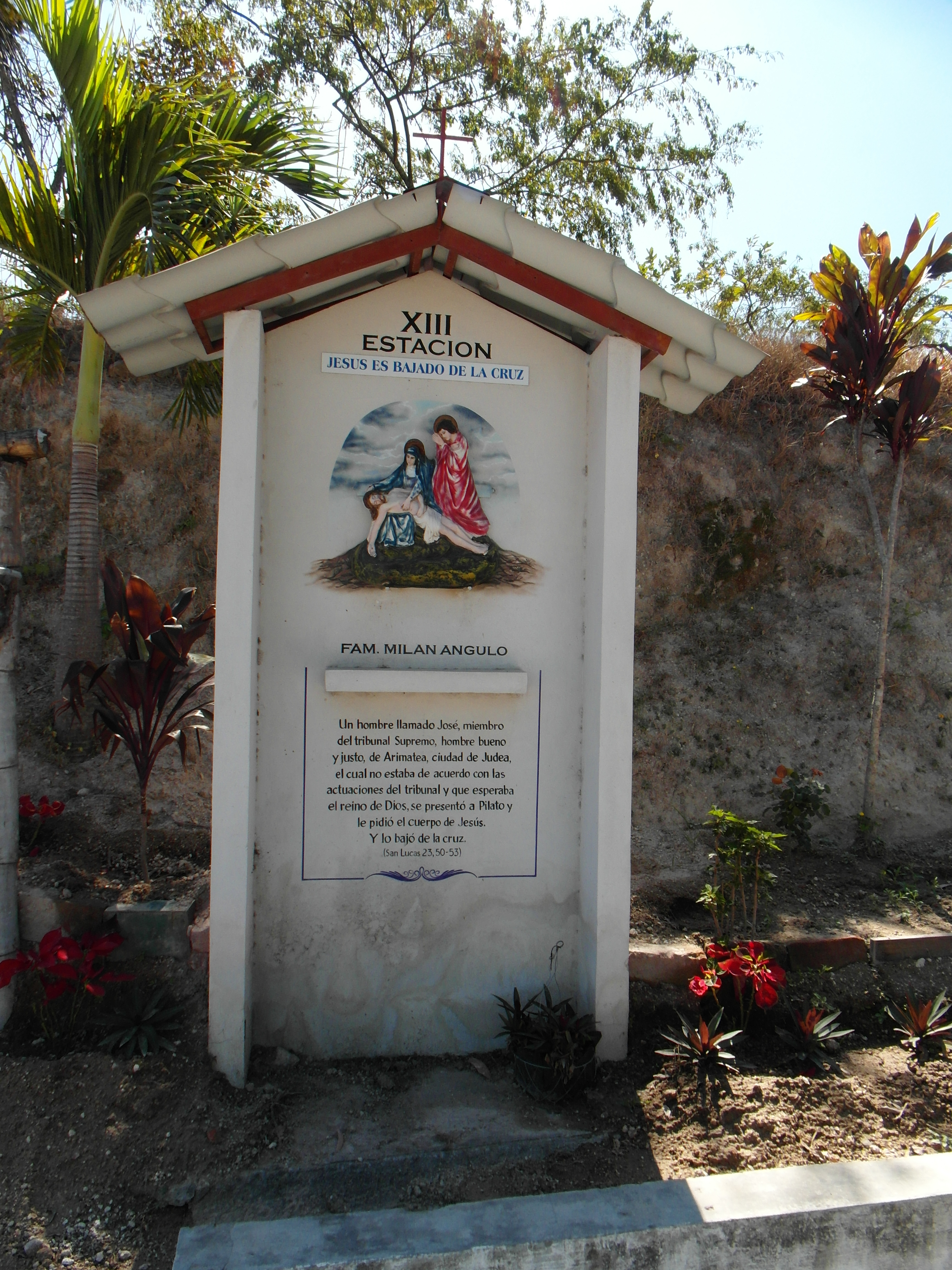
Viacrucis Estación 13
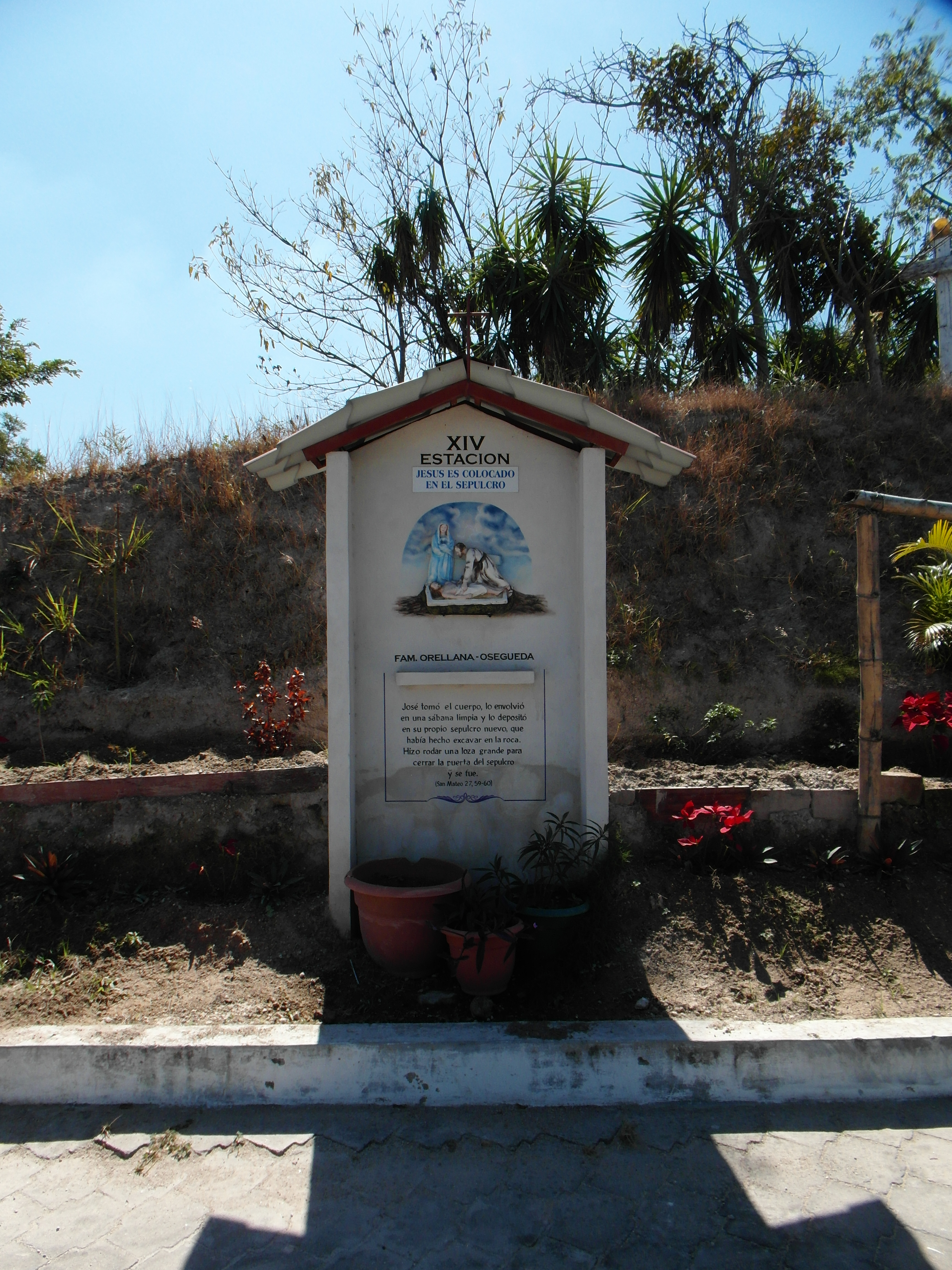
Viacrusis Estación 14